# Josep Salarich i Giménez
Josep Salarich i Giménez (Vic, 1849 -Vic, 1930) fou metge i agrònom. Fill del també metge Joaquim Salarich i Verdaguer, estudià medicina a Barcelona. Desenvolupà la seva carrera professional a Vic i l'any 1871 assumí el càrrec de director del seu hospital. Va ser autor de diversos treballs mèdics, alguns d'ells publicats en revistes especialitzades de l'època. Destaquen els seus escrits sobre les anàlisis d'aigües i la higiene i salut pública en general. Durant l'epidèmia de còlera de 1885 a Vic la seva actuació va merèixer el reconeixement de les autoritats locals i dels seus conciutadans.
S'interessà, també, pels temes agrícoles, fent propostes renovadores sobre els cultius que convenien a la comarca, d'acord amb la nova situació que representava l'arribada del ferrocarril a Vic. Nomenat membre corresponent de la Reial Acadèmia de Medicina i Cirurgia de Barcelona, va ser condecorat amb la creu del mèrit militar. A banda de la tasca científica, va tenir un paper destacat en la vida social i cultural de Vic. Va ser regidor de l'Ajuntament de Vic (1893) i arribà a ser tinent d'alcalde (1895). Participà en la fundació de l'Esbart de Vic i va ser un soci actiu del Círcol Literari de Vich, entitat on va impartir diverses conferències. També formà part d'algunes de les juntes directives de l'entitat i en fou nomenat soci honorari el 1870. Interessat, també, en els temes de caràcter històric, va pertànyer a la Societat Arqueològica i actuà com a tresorer de la junta del Museu Episcopal. Prenent el relleu del seu pare, va exercir durant més de cinquanta anys la tasca de corresponsal a Vic del Diario de Barcelona. Escrigué, també, en periòdics d'àmbit local, i fou president de l'Associació de la Premsa de Vic.

## Publicacions
- Estudio agrícola del llano de Vich. Vic, 1873.
- Aguas salinas-sulfuro-yodo-bromuradas, de Segalés de Tona; y su proyectado establecimiento balneario. Vic: Establecimiento Tipográfico de Ramón Anglada y Pujals, 1877.
- «Falta completa de la bóveda palatina». La Independencia Médica. Núm. 5 (1877), p. 57-58.
- El cultivo alterno (Influencia que tendrá para (...) la comarca de Vich (...) la explotación del Ferrocarril para decidir el cambio conveniente en el sistema de cultivo. Vic, 1877.
- Memoria del Secretario del Circulo Literario José Salarich y Gimenez en Certamen con que celebró esta Sociedad el primer aniversario de la inauguración del ferrocarril el día 8 de julio de 1876. Vic: Establecimiento Tipográfico de Ramon Anglada, 1877.
- «Higiene rural». La Veu del Montserrat. Any I (1878), p. 78, 86, 102 i 137.
- Memoria médico-topográfica del agua sulfuródica-sulfhidratada de Santa Ana o Puda de Vich. 1881.
- Examen comparativo de los Manantiales de Segalés y de Ullastres. Barcelona: Establecimiento Tipográfico de los Sucesores de N. Ramírez y Cª, 1883.
- «Cuadro metereológico demográfico de las observaciones verificadas en la ciudad de Vich durante la epidemia colérica de 1885». Gaceta Médica Catalana. Núm. 223 (1886), p. 589.
- «Aclaracions sobre la salut pública de Vich». La Veu del Montserrat. Any VIII (1885), p. 134.
- «Vich. Estat Demogràfic en 1886». La Veu del Montserrat. Any X (1887), p. 23.
- «Revista crítica bibliográfica». Gaceta Médica Catalana. Núm. 274 (1888), p. 699-701.
- «Revista crítica bibliográfica». Gaceta Médica Catalana. Núm. 275 (1888), p. 730-732.
- «Sobre el empleo del agua fría. Carta abierta al Dr. D Jaime Queraltó». Gaceta Médica Catalana. Núm. 375 (1893), p. 67-70.
- «Sobre l'ús de l'aigua freda. Carta oberta al Dr. Jaume Queraltó». La Veu del Montserrat. Any XVI (1893), p. 51.
- «Tornem-hi (sobre els pobres de muntanya)». La Veu del Montserrat. Any XVII (1894), p. 39.
- «Marian Aguiló. Record». La Veu del Montserrat. Any XX (1897), p. 307.
- Sant Julià de Vilatorta: Guia del foraster. Vic: Estampa de Ramon Anglada, 1898.
- «Doble amputación con motivo de un accidente ferroviario: utilidad de la pronta intervención». Gaceta Médica Catalana. Núm. 832 (1912)